# كيني كينغ
كيني كينغ (بالإنجليزية: Kenny King)‏ هو لاعب كرة قدم أمريكية أمريكي، ولد في 7 مارس 1957 في كلاريندون في الولايات المتحدة.

## وصلات خارجية
- كيني كينغ على موقع مرجع كرة القدم المحترفة.كوم (الإنجليزية)